# Sofie Rostrup
Sofie Rostrup, født Jacobsen (7. august 1857 i Sønderholm Sogn – 25. januar 1940 på Frederiksberg) var en dansk entomolog, forsker og lærer. Hun var en pionér inden for forskningen i skadelige insekter på landbrugets nytteplanter og hvordan man bekæmper dem. Hun var den første danske kvinde der tog magisterkonferens i et naturvidenskabeligt fag. Som kvindelig akademiker med mand og barn skilte hun sig ud i sin samtid.
Sofie Rostrup var først gift (1883-1890) med zoologen Hans Jacob Hansen, fra 1892 med botanikeren Ove Rostrup. Hun tog lærereksamen fra Beyers, Bohrs og Femmers Kursus. I 1884 blev hun student og i 1889 magister i naturhistorie. Hun forskede i anvendt entomologi, men fortsatte af økonomiske årsager med at undervise i naturhistorie på forskelige københavnske pigeskoler gennem 40 år.
I 1907 oprettede De Samvirkende Danske Landboforeninger en plantepatologisk forsøgsvirksomhed med Sofie Rostrup som tilknyttet zoolog. Den blev i 1913 til Statens plantepatologiske Forsøg (SPF). I 1919 blev Sofie Rostrup udnævnt til bestyrer for den zoologiske afdeling. Sofie Rostrups forskning i skadedyr på dyrkede planter var banebrydende og af stor praktisk og økonomisk betydning. Hendes resultater fik kun langsomt opmærksomhed uden for Norden fordi de publiceredes på dansk.
Sofie Rostrup modtod 1929 Tagea Brandts Rejselegat og på sin 70 års fødselsdag 1927 Fortjenstmedaljen i guld.
Hun er begravet på Frederiksberg Ældre Kirkegård.

## Videnskabelige publikationer
- Rostrup, S. 1896. Danske Zoocecidier. Videnskabelige meddelelser fra Dansk Naturhistorisk Forening

- Rostrup, S. 1900. Vort Landbrugs Skadedyr blandt Insekter og andre lavere Dyr. Landboskrifter, udgivne med Understøttelse af det Raben-Levetzauske Fond af det Kgl. danske Landhusholdningsselskab, bd. XI. 233 s.
  - 2. udg. 1904. 264 s. (Landboskrifter, bd. XVI)
  - 3. udg. 1907. 283 s. (Dansk Landbrugs Bibliotek)
  - 4. udg. 1928 ved Sofie Rostrup og Mathias Thomsen.
  - Die tierischen Schädlinge des Ackerbaues (oversat fra 4. udg.). Berlin, 1931.
  - 5. rev. udg. 400 s., ved Prosper Bovien og Mathias Thomsen

- Ferdinandsen, C., Kølpin Ravn, F. & Rostrup, S. 1921. Haveplanternes Sygdomme og deres Bekæmpelse. 7. Afdeling af "Illustreret Havebog" redigeret af Carl Mariboe.